# John D’Amico (Eishockeyschiedsrichter)
John David D’Amico (* 21. September 1937 in Toronto, Ontario; † 29. Mai 2005) war ein kanadischer Eishockey-Linienrichter in der National Hockey League (NHL) und später Supervisor der Offiziellen. Er wurde 1993 in die Hockey Hall of Fame aufgenommen.
Der in Toronto geborene D’Amico startete seine Laufbahn in der NHL am 12. Oktober 1964 im Alter von 28 Jahren als Schiedsrichter. Nach nur 19 Spielen wurde er bereits als Linienrichter eingesetzt, dem im Eishockey eine entscheidende Bedeutung zukommt.
Insgesamt war D’Amico bis zu seinem Ausscheiden im Jahr 1987 bei 1.689 regulären Pflichtspielen der kanadischen NHL beteiligt, zuzüglich 247 Einsätzen in den Play-offs des Stanley Cup.
Die gesundheitlichen Probleme D’Amicos wurden im September 2002 durch einen Herzinfarkt eingeleitet und es musste ihm ein Bypass gelegt werden. Dabei wurden dann auch abnormale Blutwerte festgestellt, die zur Bildung von Gallensteine führten. Außerdem wurden bald auch Leukämie und Knochenkrebs diagnostiziert. Noch kurz vor seinem Tod erregte er öffentliche Aufmerksamkeit, als er sich über die geringe Qualität des kanadischen Gesundheitssystems äußerte.
Bis zum Schluss arbeitete er als Supervisor (Schiedsrichterwart, Aufseher über alle Offiziellen eines Eishockeyspiels) in der NHL.
John David D’Amico verstarb am 29. Mai 2005 und hinterließ seine Frau Dorothy, eine Tochter Tina und die drei Söhne Angelo, Jeff, Anthony. Angelo D’Amico ist ebenfalls als Linienrichter in der NHL tätig.